# Josep Ribera i Miró
Josep Ribera i Miró (* 4. Januar 1839 in Alcover; † 14. Januar 1921 in Barcelona) war ein katalanischer Komponist und Organist.

## Leben und Werk
Josep Ribera begann seine Studien in Albi bei dem Violinisten Ll. Boixet. Die Familie sah seine Fähigkeiten als Organist und vertraute ihm dem Organisten Magí Pontí in Lleida zur Ausbildung an. 1856 wurde er zur Ausbildung an der Kathedrale von Barcelona bei den Organisten Josep Marraco und Mateu Ferrer aufgenommen.
Von 1860 bis 1864 war er Organist von Sant Joan de Vilassar in Vilassar de Mar. 1865 ging er nach Barcelona und wurde Kapellmeister der Pfarrgemeinde Santa Anna. Er wirkte als Kontrabassist in den Orchestern des Teatre Principal und des Gran Teatre del Liceu. Letzteres Orchester wurde von seinem Bruder Cosme Ribera geleitet. Er gründete und leitete die Societat Barcelona de Quartets und war Präsident der Societat de Concerts in Barcelona.
In Barcelona zeigte er bald seine Fähigkeiten als Komponist. Er gewann mehrere Preise. Er schrieb 1868 das Werk Madreselva für großes Orchester. 1878 schrieb er seine Erste Sinfonie nach katalanischen volksliedhaften Motiven. 1879 komponierte er die Simfonia Bètica, für die er den Preis der Königlichen Akademie von Santa Cecilia de Cádiz erhielt. 1880 veröffentlichte er das Werk El mercat („Der Markt“) für Solostimmen. Er hinterließ auch geistliche Musik wie die Misa Santísimo Sacramento. Besonders bekannt wurde er als Komponist von 15 katalanischen Zarzuelas, darunter De Barcelona al Parnàs, Maria Antonieta, De dotze a una und Un pobre diable i Dos milions.